# Дружное (Бильмакский район)
Дру́жное (укр. Дружне, до 2016 года Ле́нинское) — село, Гусарковский сельский совет, Бильмакский район, Запорожская область, Украина.
Код КОАТУУ — 2322782702. Население по переписи 2001 года составляло 78 человек.

## Географическое положение
Село Дружное примыкает к селу Лозовое (Пологовский район), на расстоянии в 5 км расположено село Гусарка. По селу протекает пересыхающий ручей с запрудой. Рядом проходит железная дорога, станция Магедово в 2-х км.

## История
- ? — дата основания села.
- При СССР село называлось Ленинское в честь В. И. Ленина.
- В мае 2016 года постановлением № 1353-VIII[3] название села было «декоммунизировано»[4][5] ВРУ и переименовано ими в село Дружное.
- До мая 2016 года входило в Куйбышевский район, затем с 2016 по 17 июля 2020 года в Бильмакский, затем этот район был ликвидирован.